# Route nationale 301
Pour les articles homonymes, voir Route 301 et Route départementale 901.
La route nationale 301 abrégée en RN 301 était une route nationale française reliant Paris à Pierrefitte-sur-Seine par La Courneuve, Saint-Denis et Stains.
Avant 1972 et la réforme de la départementalisation de la majeure partie du réseau routier national français, c'était la première des routes nationales secondaires. Le décret no 2005-1499 du 5 décembre 2005 « relatif à la consistance du réseau routier national » prévoit de ne conserver de la RN 301 que la bretelle entre l'autoroute A1 (sortie no 4) et la voirie locale, le reste est transféré dans la voirie départementale de la Seine-Saint-Denis sous le nom de route départementale 901 (RD 901).

## De Paris à Pierrefitte-sur-Seine

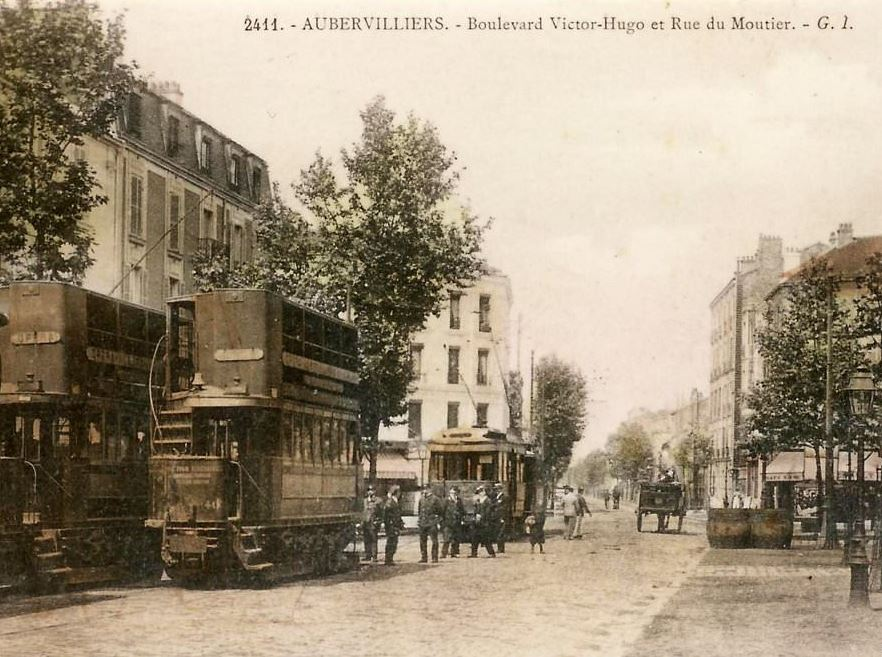
Aubervilliers, boulevard Victor-Hugo, rue du Moutier, vers 1900.

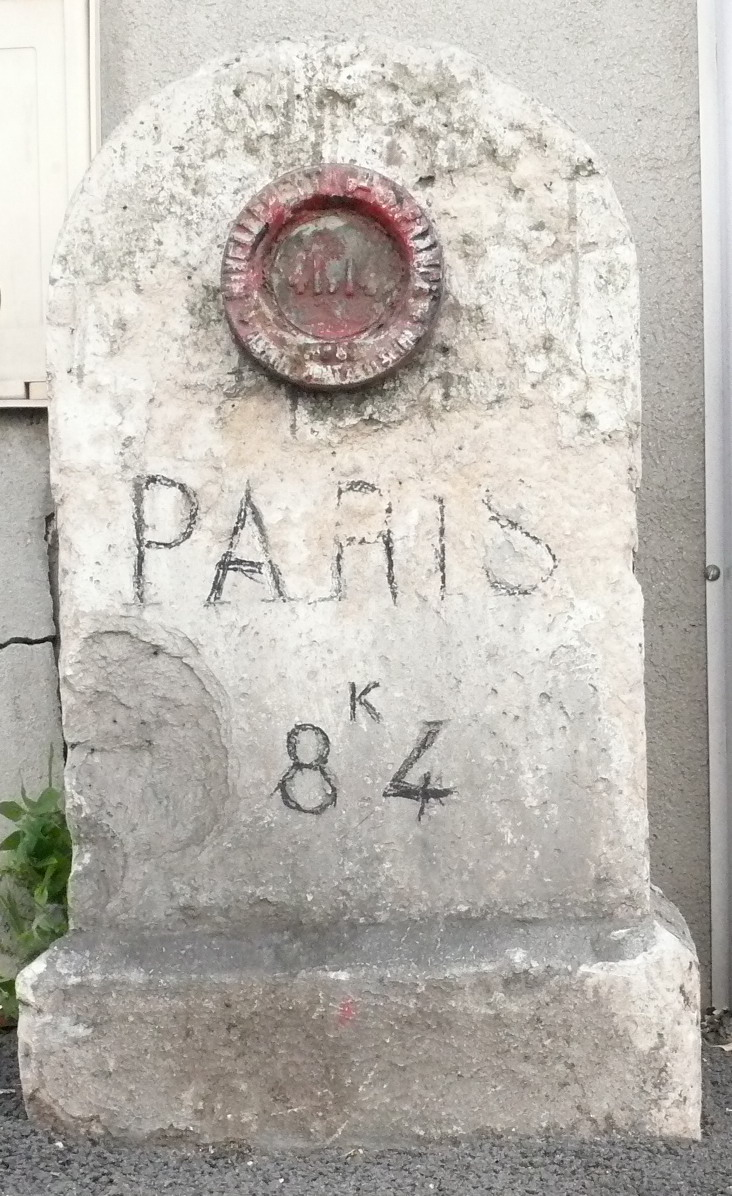
Borne ancienne de la route nationale 301, datant de l'époque où elle passait par la petite rue Carnot à Stains.

En quittant Paris à la porte d'Aubervilliers, elle entre dans Aubervilliers où elle porte le nom d’avenue Victor-Hugo ; elle croise l'avenue des Magasins Généraux, forme le point de départ de la rue de la Haie-Coq, croise la rue des Gardinoux et franchit le canal Saint-Denis sur le pont Victor-Hugo. Elle change de nom en rencontrant la rue du Moutier, prolongement de la rue du Landy. Après, elle prend le nom de boulevard Anatole-France.
Dans La Courneuve, sous le nom de boulevard Pasteur, elle passe  successivement sous l'A86 et la ligne de La Plaine à Anor. Après avoir croisé la N186 à la place de l'Armistice (anciennement Six-Routes), elle prend le nom d’avenue Roger-Salengro et passe sous l'autoroute A1.
À Stains, elle s'intitule boulevard Maxime-Gorki, puis avenue Marcel-Cachin. Elle passe alors sous la ligne de la grande ceinture de Paris (Grande Ceinture), prend le nom d’avenue Aristide-Briand passe au-dessus d'un raccordement ferroviaire entre la Grande Ceinture précitée et la ligne de Paris-Nord à Lille.
Dans Pierrefitte-sur-Seine, elle porte le nom d’avenue Laënnec, d’avenue Ledru-Rollin (où se trouve l'entrée du bâtiment voyageurs principal de la gare de Pierrefitte - Stains), enfin, de boulevard Charles-de-Gaulle à l'extrémité nord-ouest duquel elle rejoint la RN1.